# Banda V
En fotometria la banda V és la part de l'espectre electromagnètic filtrada pel filtre V Johnson, de color verd; el pic de transmissió està situat cap als 550 nanòmetres (color verd). Correspon de manera molt aproximada a la màxima sensibilitat de l'ull humà; fotomètricament és molt similar a la magnitud fotovisual dels antics fotòmetres fotoelèctrics, en contraposició a la magnitud fotogràfica de les plaques fotogràfiques, molt més sensibles a la llum d'ona curta (violeta i blava).
Dins del sistema fotomètric UBV, o de Johnson, la banda V és la que posseeix major longitud d'ona de les tres originals: O (ultraviolada), B (blava, banda B) i V (verda o visual). En el sistema UBVRI, la banda V correspon a una zona intermèdia de l'espectre, més curta que els filtres R (vermell) i I (infraroig).
És molt usual en astronomia utilitzar el denominat índex de color B-V, que no és més que la diferència entre la magnitud obtinguda pel filtre B i l'obtinguda pel filtre V. Amb aquest valor pot determinar-se de manera molt aproximada la temperatura superficial de les estrelles i el tipus espectral que els correspon.